# Le Travet
Le Travet foi uma antiga comuna francesa na região administrativa de Occitânia, no departamento de Tarn. Estendia-se por uma área de 8,44 km². Em 2010 a comuna tinha 127 habitantes (densidade: 15 hab./km²).
Em 1 de janeiro de 2019, passou a fazer parte da nova comuna de Terre-de-Bancalié.